# Colleen Fitzpatrick
Colleen Fitzpatrick, också känd som Vitamin C, född 20 juli 1972 i Old Bridge Township, New Jersey, är en amerikansk sångerska och skådespelerska. Hon är känd för sångerna "Graduation (Friends Forever)" och "Smile" och som skådespelerska i bland annat Hairspray (1988) och Dracula 2000.

## Diskografi
- Vitamin C (1999)
- More (2001)